# Strothe (Korbach)
Strothe ist einer der kleinen Stadtteile der Kreisstadt Korbach des nordhessischen Landkreises Waldeck-Frankenberg.

## Geographie
Strothe ein kleiner Vorort der 5 km entfernten Kreisstadt Korbach. Der ländlich geprägte Ort liegt im Quellgebiet der Werbe in windgeschützter Lage und ist von zusammenhängenden Waldgebieten umgeben. Im Südwesten der Gemarkung befindet sich das Strother Moor, ein 1,59 ha großes flächenhaftes Naturdenkmal.

## Vorgeschichte
Im sogenannten „Streitholz“, einem Waldgebiet in Richtung Korbach, befinden sich Grabhügel aus der Bronzezeit, die darauf schließen lassen, dass schon in früher Vorzeit das Gebiet um das heutige Strothe besiedelt war.
Lage der Grabhügel: 51° 16′ 39,3″ N, 8° 55′ 17,1″ O

## Geschichte
In der ältesten bekannten urkundlichen Erwähnung aus dem Jahr 1251 verkauften die Herren von Gudenberg Güter aus „Strot“ an das Kloster Volkhardinghausen. Im Jahr 1401 schrieb Graf Otto III. von Waldeck einen Hof genannt „zu der Strutt“ zu Lehen aus. 1510 gehörte das Dorf dem Grafen Philipp III. von Waldeck-Eisenberg. Anfang des 18. Jahrhunderts wird ein „Gesundbrunnen“ am Rand des Orts erwähnt, der aber nach einigen Jahren wieder vertrocknet war.
Zum 1. Juli 1970 wurde die bis dahin selbständige Gemeinde Strothe im Zuge der Gebietsreform in Hessen auf freiwilliger Basis als Stadtteil in die Kreisstadt Korbach eingegliedert. Die Gemeinde Strothe hatte eine Gemarkungsfläche von 3,57 km². Für Strothe, wie für alle eingegliederten ehemals eigenständigen Gemeinden von Korbach, wurden Ortsbezirke mit Ortsbeirat und Ortsvorsteher nach der Hessischen Gemeindeordnung gebildet.
Die folgende Liste zeigt im Überblick die Staaten und Verwaltungseinheiten, denen Strothe angehörte:
- 1537 und später: Heiliges Römisches Reich, Grafschaft Waldeck, Amt Landau
- ab 1712: Heiliges Römisches Reich, Fürstentum Waldeck, Amt Landau
- ab 1816: Fürstentum Waldeck, Oberamt der Werbe (Sitz in Sachsenhausen)
- ab 1850: Fürstentum Waldeck-Pyrmont (ab 1848), Kreis des Eisenbergs
- ab 1867: Fürstentum Waldeck-Pyrmont (Akzessionsvertrag mit Preußen), Kreis des Eisenbergs
- ab 1871: Deutsches Reich, Fürstentum Waldeck-Pyrmont, Kreis des Eisenbergs
- ab 1919: Deutsches Reich, Freistaat Waldeck, Kreis des Eisenbergs
- ab 1929: Deutsches Reich, Freistaat Preußen, Provinz Hessen-Nassau, Regierungsbezirk Kassel, Kreis des Eisenbergs
- ab 1942: Deutsches Reich, Freistaat Preußen, Provinz Hessen-Nassau, Regierungsbezirk Kassel, Landkreis Waldeck
- ab 1944: Deutsches Reich, Freistaat Preußen, Provinz Kurhessen, Landkreis Waldeck
- ab 1945: Deutsches Reich, Amerikanische Besatzungszone, Groß-Hessen, Regierungsbezirk Kassel, Landkreis Waldeck
- ab 1946: Deutsches Reich, Amerikanische Besatzungszone, Hessen, Regierungsbezirk Kassel, Landkreis Waldeck
- ab 1949: Bundesrepublik Deutschland, Hessen, Regierungsbezirk Kassel, Landkreis Waldeck
- ab 1970: Bundesrepublik Deutschland, Hessen, Regierungsbezirk Kassel, Landkreis Waldeck, Stadt Korbach
- ab 1974: Bundesrepublik Deutschland, Hessen, Regierungsbezirk Kassel, Landkreis Waldeck-Frankenberg, Stadt Korbach

## Einwohnerentwicklung
| Quelle: Historisches Ortslexikon |                          |
| • 1541:                          | 9 Häuser                 |
| • 1738:                          | 23 Häuser                |
| • 1770:                          | 26 Häuser, 142 Einwohner |

| Strothe: Einwohnerzahlen von 1770 bis 2020 | Strothe: Einwohnerzahlen von 1770 bis 2020 | Strothe: Einwohnerzahlen von 1770 bis 2020 | Strothe: Einwohnerzahlen von 1770 bis 2020 | Strothe: Einwohnerzahlen von 1770 bis 2020 |
| --- | ------------------------------------------ | ------------------------------------------ | ------------------------------------------ | ------------------------------------------ |
| Jahr |                                            |                                            |                                            | Einwohner                                  |
| 1770 | 1770                                       |                                            | 142                                        | 142                                        |
| 1800 | 1800                                       |                                            | ?                                          | ?                                          |
| 1834 | 1834                                       |                                            | 230                                        | 230                                        |
| 1840 | 1840                                       |                                            | 235                                        | 235                                        |
| 1846 | 1846                                       |                                            | 222                                        | 222                                        |
| 1852 | 1852                                       |                                            | 273                                        | 273                                        |
| 1858 | 1858                                       |                                            | 231                                        | 231                                        |
| 1864 | 1864                                       |                                            | 218                                        | 218                                        |
| 1871 | 1871                                       |                                            | 223                                        | 223                                        |
| 1875 | 1875                                       |                                            | 207                                        | 207                                        |
| 1885 | 1885                                       |                                            | 239                                        | 239                                        |
| 1895 | 1895                                       |                                            | 213                                        | 213                                        |
| 1905 | 1905                                       |                                            | 216                                        | 216                                        |
| 1910 | 1910                                       |                                            | 204                                        | 204                                        |
| 1925 | 1925                                       |                                            | 240                                        | 240                                        |
| 1939 | 1939                                       |                                            | 230                                        | 230                                        |
| 1946 | 1946                                       |                                            | 371                                        | 371                                        |
| 1950 | 1950                                       |                                            | 355                                        | 355                                        |
| 1956 | 1956                                       |                                            | 278                                        | 278                                        |
| 1961 | 1961                                       |                                            | 239                                        | 239                                        |
| 1967 | 1967                                       |                                            | 244                                        | 244                                        |
| 1971 | 1971                                       |                                            | 262                                        | 262                                        |
| 1980 | 1980                                       |                                            | 220                                        | 220                                        |
| 1990 | 1990                                       |                                            | 223                                        | 223                                        |
| 1995 | 1995                                       |                                            | 213                                        | 213                                        |
| 2000 | 2000                                       |                                            | 237                                        | 237                                        |
| 2005 | 2005                                       |                                            | 250                                        | 250                                        |
| 2010 | 2010                                       |                                            | 239                                        | 239                                        |
| 2011 | 2011                                       |                                            | 243                                        | 243                                        |
| 2015 | 2015                                       |                                            | 226                                        | 226                                        |
| 2020 | 2020                                       |                                            | 230                                        | 230                                        |
| Datenquelle: Historisches Gemeindeverzeichnis für Hessen: Die Bevölkerung der Gemeinden 1834 bis 1967. Wiesbaden: Hessisches Statistisches Landesamt, 1968. Weitere Quellen: LAGIS; Stadt Korbach; Zensus 2011 |                                            |                                            |                                            |                                            |

## Religion
Es wird eine Kirche am Südrand des Ortes an einem kleinen Platz erwähnt, die in den Jahren 1652/53 durch eine Saalkirche in Fachwerkbauweise ersetzt wurde. Diese wurde 1935 vollständig erneuert und schließlich 1971 wegen Baufälligkeit abgerissen. Strothe wurde 1571 „als mit der Pfarrei Meineringhausen verbunden“ und Ende des 16. Jahrhunderts aber als vom „Grafen von Waldeck verliehene Pfarrei“ bezeichnet. Noch 1950 war Strothe Filialort der Kirchengemeinde Meineringhausen und ab 218 bildeten die die beiden Orte zusammen mit Höringhausen einen kirchlichen Gesamtverband.
Die Grafschaft Waldeck führte ab 1526 in ihrem Gebiet die Reformation ein.

## Regelmäßige Veranstaltungen
Alljährlich im Mai findet die Salatkirmes statt. Der Ursprung der Kirmes geht auf das Jahr 1652, verbunden mit einer Kircheneinweihung zurück.